# 吡哆醇4-脱氢酶
吡哆醇4-脱氢酶（英語：pyridoxine 4-dehydrogenase，EC 1.1.1.65（页面存档备份，存于））是一种以NAD+或NADP+为受体、作用于供体CH-OH基团上的氧化还原酶。这种酶能催化以下酶促反应：
吡哆醇 + NADP+ {\displaystyle \rightleftharpoons } 吡哆醛 + NADPH + H+
吡哆醇4-脱氢酶主要参与维生素B6的代谢过程。